# 車庚模
車 庚模（チャ・ギョンモ、朝鮮語: 차경모、1890年7月5日 - 1950年9月2日）は、日本統治時代の朝鮮と大韓民国の実業家、政治家。初代韓国国会議員。
本貫は延安車氏。

## 経歴
全羅南道康津出身。漢文を学び、康津郡の農会で書記を2年間務めたほか、醸造業を営んだ。1945年以降は朝鮮建国準備委員会の委員を務めた。1948年の初代総選挙に無所属で康津郡選挙区から出馬して当選し、国会議員を務めた。